# Aeroporto Internacional da Mukanka
O Aeroporto Internacional da Mukanka, também conhecido como Aeroporto do Lubango, é um aeroporto situado na cidade de Lubango, em Angola.
Inaugurado em 1951,  o aeroporto foi remodelado em 2009 para atender as demandas do Campeonato Africano das Nações, em 2010, ganhando categoria de aeroporto internacional.
O nome "Mukanka", segundo o linguista e frade católico Bernardo Maria de Cannecattim, vem de "Quiá Mucánca", que significa "flores do campo" na língua mbunda.

## Instalações
A 1,761 metros acima do nível médio do mar, o aeroporto tem uma pista identificada como 10/28 com uma superfície em asfalto de 2917 por 45 metros.

## Companhias aéreas e destinos
- Air Namibia: Luanda, Vinduque
- SonAir: Catumbela, Luanda
- TAAG Angola Airlines: Catumbela, Huambo, Luanda, Ondijiva, Vinduque